# Меган Бун
Меган Бун (англ. Megan Boone, нар. 29 квітня 1983, Мічиган, США) — американська акторка і продюсерка. Найбільшу популярність здобула за роль агентки ФБР Елізабет Кін в телесеріалі «Чорний список», каналу NBC.

## Біографія
Бун народилась в Петоскі, штат Мічиган, і виросла в містечку Те-Вілледжес, штат Флорида. Її батьки переїхали туди, коли вона була дитиною, щоб бути ближче до бабусі та дідуся. Її дідусь, Г. Ґері Морс, був мільярдером і девелопером Те-Вілледжес, а мати, Дженніфер Парр — директором з продажу. У Бун є сестра, на ім'я Пейдж, брат, на ім'я Гарпер, і зведений брат, на ім'я Гадсон.
Меган Бун має переважно англійське, німецьке та єврейське походження (через діда по материнській лінії), а також голландське та ірландське.
Бун вивчала акторську майстерність у місцевій школі мистецтв «Belleview High School», яку вона закінчила у 2001 році. У 2005 році закінчила театральну школу Університету штату Флорида зі ступенем бакалавра образотворчих мистецтв (BFA) з акторської майстерності. Бун навчалася у Джейн Александер та Едвіна Шеріна в репертуарному театрі «Асоло» та працювала з драматургом Марком Медоффом. Наприкінці 2017 року Бун розпочала навчання за програмою MBA зі сталого розвитку в Бард-коледжі в Нью-Йорку.

## Фільмографія
| Рік       |    | Українська назва              | Оригінальна назва                  | Роль                                        |
| --------- | -- | ----------------------------- | ---------------------------------- | ------------------------------------------- |
| 2008      | с  | Чистильник                    | The Cleaner                        | Рей                                         |
| 2008      | с  | Мертва справа                 | Cold Case                          | Гелен МакКормік '60                         |
| 2009      | ф  | Мій кривавий Валентин         | My Bloody Valentine 3D             | Меган                                       |
| 2010      | ф  | Міф про американську вечірку  | The Myth of the American Sleepover | Керрі Салліван                              |
| 2010      | тф |                               | Harvard Medical School             | Нелл Ларсон                                 |
| 2010      | ф  |                               | Eggshells for Soil                 | вчителька                                   |
| 2010      | ф  | Секс і місто 2                | Sex and the City 2                 | Еллі                                        |
| 2010—2011 | с  | Закон і порядок: Лос-Анджелес | Law & Order: LA                    | помічник окружного прокурора Лорен Стентон  |
| 2012      | ф  | Крок уперед 4                 | Step Up Revolution                 | Клер Аса                                    |
| 2012      | ф  | Черрі                         | About Cherry                       | Джейк                                       |
| 2012      | ф  |                               | Leave Me Like You Found Me         | Ерін                                        |
| 2013      | ф  | Ласкаво просимо в джунглі     | Welcome to the Jungle              | Ліза                                        |
| 2013      | с  | Блакитна кров                 | Blue Bloods                        | детектив Кендіс МакЕлрой                    |
| 2013—2021 | с  | Чорний список                 | The Blacklist                      | Елізабет Кін                                |
| 2014      | мс | Робоцип                       | Robot Chicken                      | Ганна Горват / Келлі Гарретт / Зіра / Енджі |
| 2017      | с  | Чорний список: Спокута        | The Blacklist: Redemption          | Елізабет Кін                                |
| 2018      | ф  | Сімейні ігри                  | Family Games                       | Слоун                                       |
| 2021      | с  | Підземна залізниця            | The Underground Railroad           | міс Люсі                                    |
| 2023      | с  | Обвинувачені                  | Accused                            | Дженні                                      |